# Timarcha durmitoriensis
Timarcha durmitoriensis is een keversoort uit de familie bladkevers (Chrysomelidae). De wetenschappelijke naam van de soort werd in 1912 gepubliceerd door Apfelbeck.